# Joseph Mulyata
Joseph Mulyata (* 5. Juni 1960) ist ein Politiker aus Sambia.
Joseph Mulyata ist Geschäftsmann aus Lusaka. Er war bis Oktober 2006 Minister der Westprovinz, wo auch sein Wahlkreis liegt. Dort war er umstritten, weil er ein Kandidat der Parteiführung in Lusaka und nicht der Provinz ist.
Bei den Wahlen in Sambia 2006 konnte Joseph Mulyata für das Movement for Multiparty Democracy das Mandat des Wahlkreises Mongu-Zentral in der Nationalversammlung gewinnen. Im Oktober 2006 wurde er zum Minister der Südprovinz ernannt.
In der Südprovinz, wo bei den Wahlen in Sambia 2001 18 von 19 Wahlkreisen von Kandidaten der United Party for National Development gewonnen wurden und 2006 alle 19 mit überlegener Mehrheit an die UPND gingen, hatte das MMD einen schweren Stand.